# Roman (Bulgária)
Roman (cidade) (búlgaro:Роман) é uma cidade da Bulgária, localizada no distrito de Vratsa. A sua população era de 3,157 habitantes segundo o censo de 2010.

## População
| Roman (cidade) | Roman (cidade) | Roman (cidade) | Roman (cidade) | Roman (cidade) | Roman (cidade) | Roman (cidade) | Roman (cidade) | Roman (cidade) | Roman (cidade) | Roman (cidade) | Roman (cidade) | Roman (cidade) | Roman (cidade) | Roman (cidade) | Roman (cidade) | Roman (cidade) | Roman (cidade) | Roman (cidade) | Roman (cidade) |
| --- | -------------- | -------------- | -------------- | -------------- | -------------- | -------------- | -------------- | -------------- | -------------- | -------------- | -------------- | -------------- | -------------- | -------------- | -------------- | -------------- | -------------- | -------------- | -------------- |
| Ano | 1887           | 1910           | 1934           | 1946           | 1956           | 1965           | 1975           | 1985           | 1992           | 2001           | 2002           | 2003           | 2004           | 2005           | 2006           | 2007           | 2008           | 2009           | 2010           |
| População |                |                |                | …              | …              | …              | 3,121          | 4,201          | 3,758          | 3,553          | 3,492          | 3,512          | 3,458          | 3,427          | 3,391          | 3,354          | 3,243          | 3,218          | 3,157          |
| Fontes: Instituto Nacional de Estatísticas, „citypopulation.de“, „pop-stat.mashke.org“, Bulgarian Academy of Sciences |                |                |                |                |                |                |                |                |                |                |                |                |                |                |                |                |                |                |                |